# A tömjén földje
A tömjén földje Omán világörökségi helyszíne Dhofar tartományban. Wadi Dawkah tömjénfái, a Shisr/Wubar karavánoázisának maradványai és az ezekhez kapcsolódó Khor Rori és al-Balid kikötői élénken illusztrálják a tömjénkereskedelmet, amely sok évszázadon keresztül virágzott ebben a régióban, s egyike volt az ókori és középkori világ legfontosabb kereskedelmi tevékenységeinek. Az ománi régészeti helyszínek e csoportja bemutatja a tömjéntermelést, -értékesítést és -kereskedelmet, hiszen a tömjén volt Óvilágban az egyik legfontosabb importált luxuscikk. Shishr oázisa, valamint Khor Rori és Al-Balid raktárai a Perzsa-öbölben található középkori megerősített települések kiemelkedő példái.
A tömjén földje világörökségi oltalom alá került helyszínei:
| Helyszín                                              | Koordináták                                                  | Felvétel éve |
| ----------------------------------------------------- | ------------------------------------------------------------ | ------------ |
| Shisr régészeti területe                              | é. sz. 18° 15′ 04″, k. h. 53° 38′ 07″18.251111°N 53.635278°E | 2000         |
| Khor Rori régészeti területe és természeti környezete | é. sz. 17° 02′ 30″, k. h. 55° 26′ 00″17.041667°N 55.433333°E | 2000         |
| Al-Balid régészeti területe                           | é. sz. 17° 01′ 00″, k. h. 54° 03′ 00″17.016667°N 54.050000°E | 2000         |
| Wadi Dawkah tömjénkertje                              | é. sz. 17° 21′ 00″, k. h. 54° 04′ 00″17.350000°N 54.066667°E | 2000         |